# Malcolm Arbuthnot

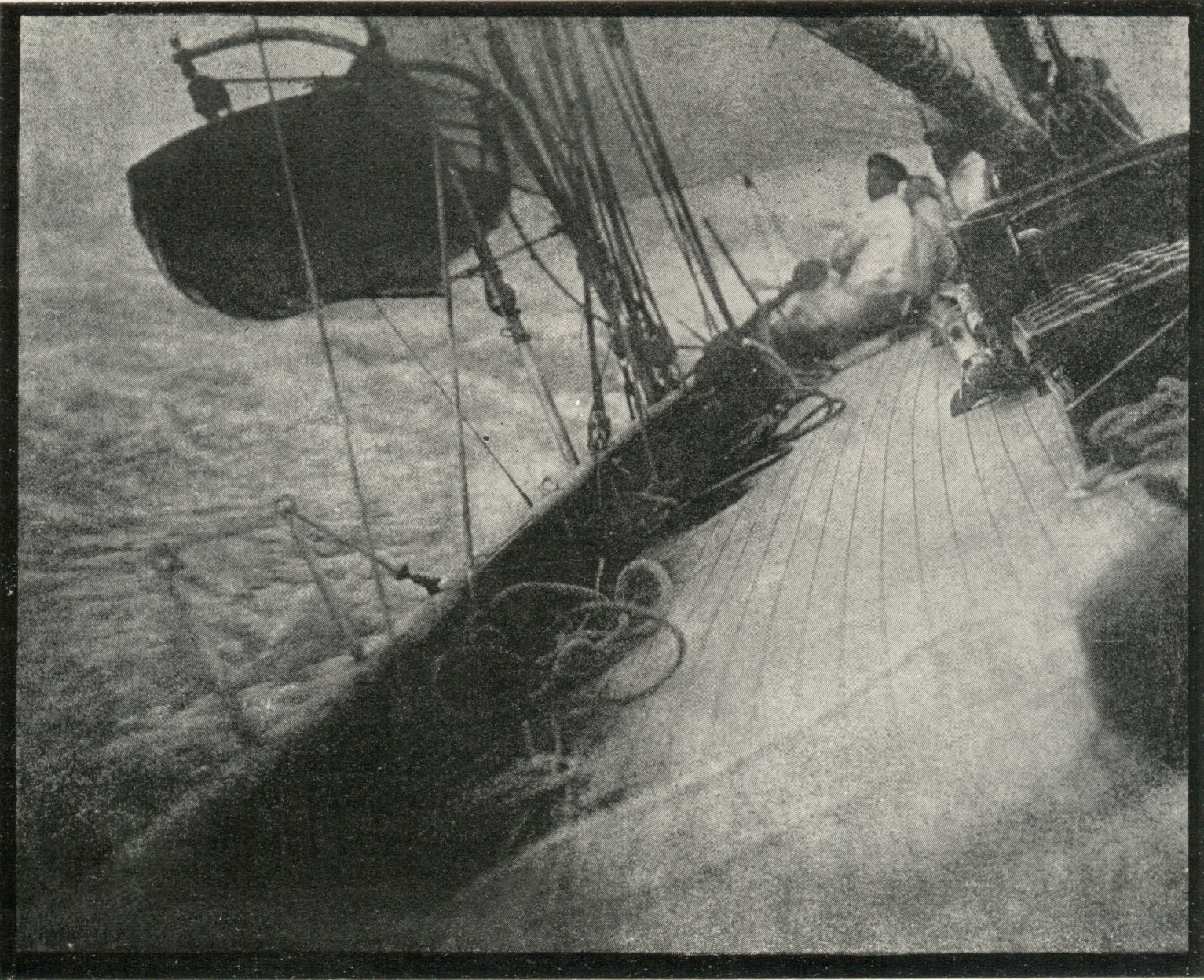
Malcolm Arbuthnot: Na palubě lodi, před 1908

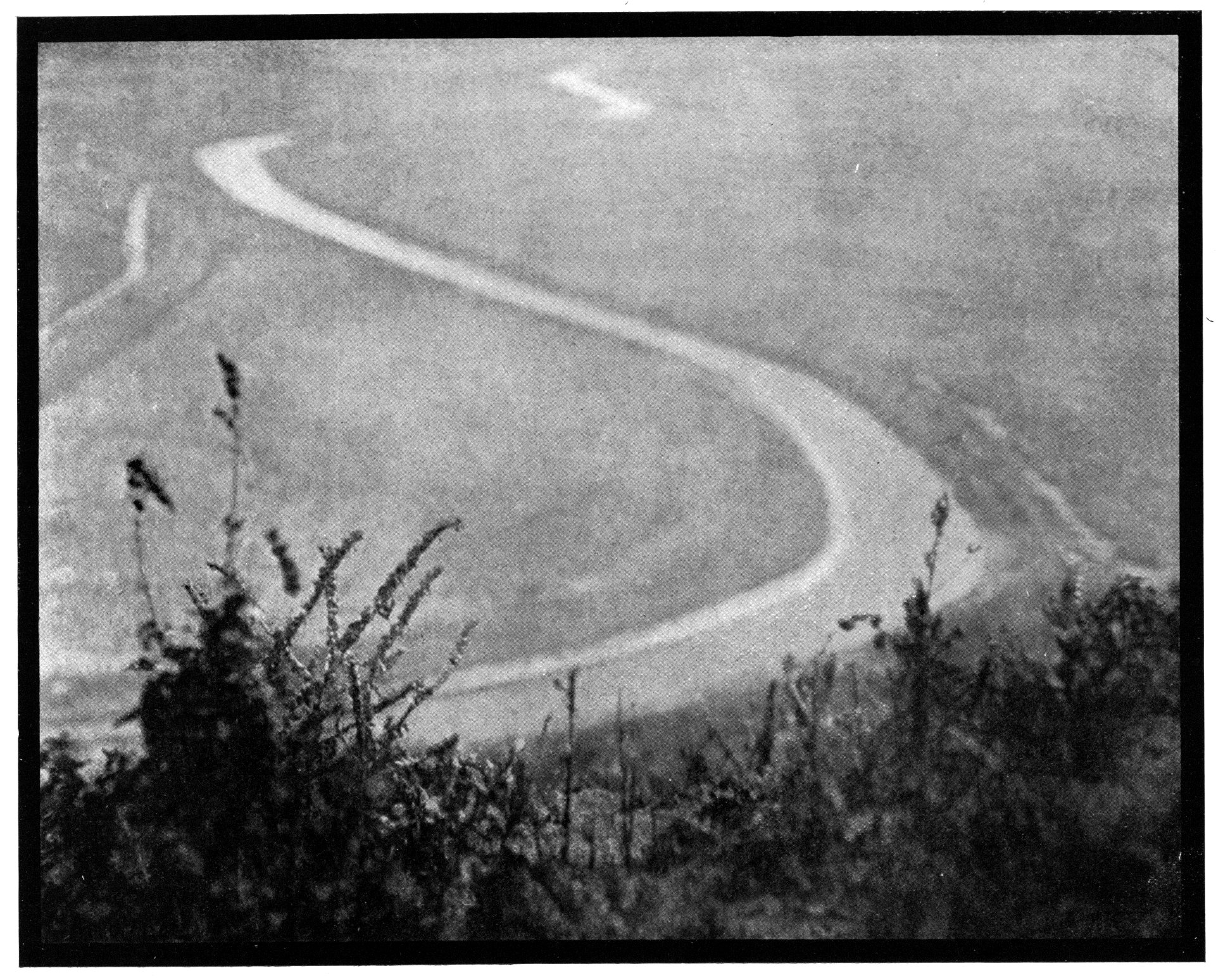
Malcolm Arbuthnot: Krajina s meandrující řekou v piktorialistickém stylu, před 1908

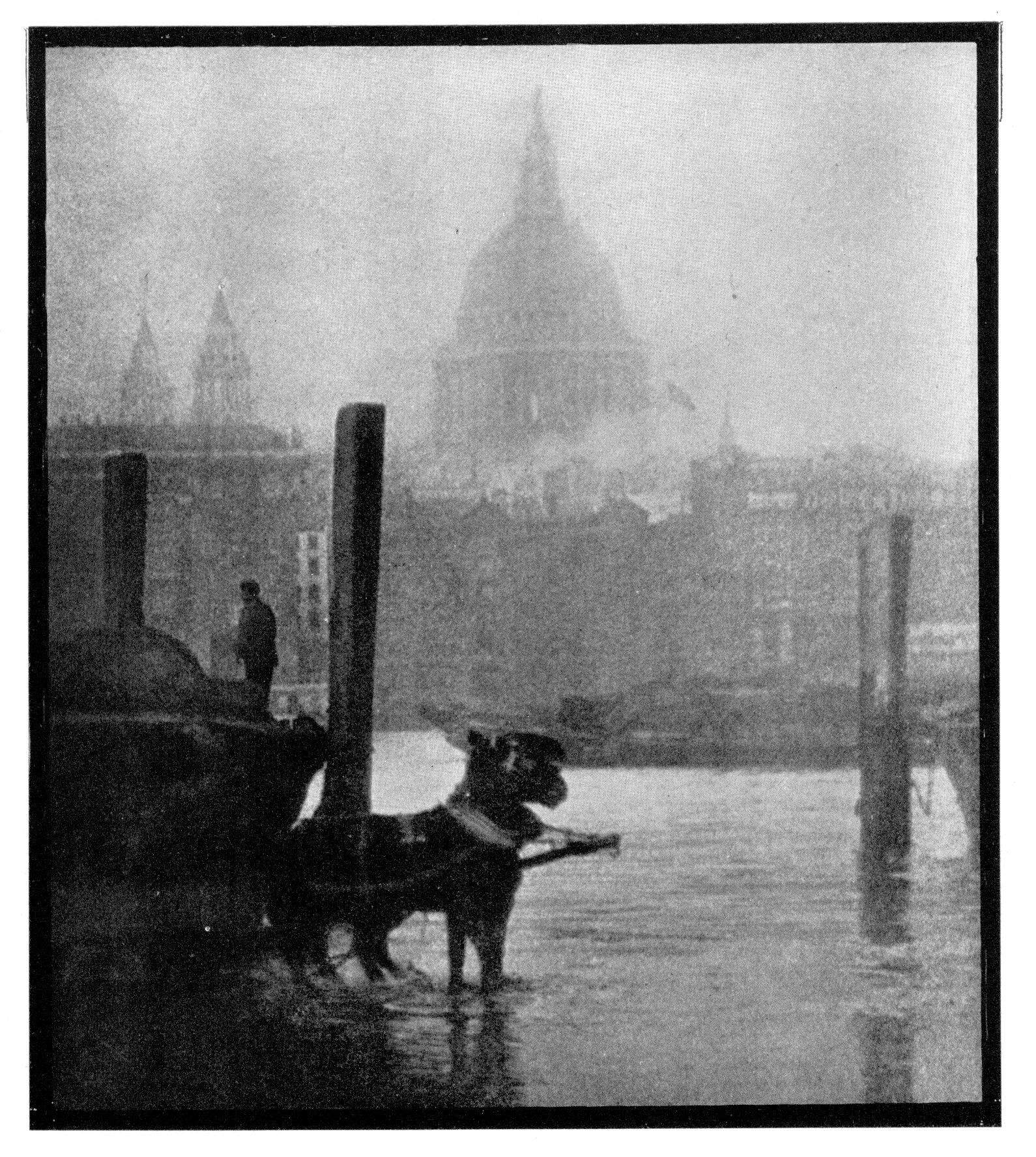
Malcolm Arbuthnot: Zaplavený břeh Temže v Londýně, s katedrálou svatého Pavla v pozadí, před 1908

Malcolm Arbuthnot (* Malcolm Lewin Stockdale Parsons 1877, Cobham, Surrey - 27. března 1967) byl anglický piktorialistický fotograf a umělec.

## Život a dílo
V roce 1907 se stal členem The Linked Ring, což byla organizace výběrové mezinárodní skupiny uměleckých fotografů založená v roce 1892 Alfredem Maskellem a jeho přáteli, kteří nebyli spokojeni s étosem výstav Královské fotografické společnosti. Měli za cíl podpořit naturalistickou a estetickou fotografii jako svébytné umění.
Od roku 1914 Arbuthnot provozoval portrétní studio v Londýně na New Bond Street, na začátku 20. století fotografoval mnoho celebrit včetně herečky Lillah McCarthyové, pianistky Harriet Cohenové nebo básníka Roberta Nicholse. Jeho studio, včetně mnoha jeho prací, bylo zničeno při požáru. Byl také přítelem George Bernarda Shawa.
V roce 1914 byl jedním ze signatářů - jako jediný fotograf - manifestu vorticistického hnutí, které bylo ustanoveno prvním vydáním literárního časopisu BLAST.
Spojoval své zájmy fotografie a umění používáním gumotisku a pigmentových olejotisků, po vstupu do Linked Ring u něj převládla nálada antinaturalistických gumotisků. Po první světové válce se vzdal fotografování ve prospěch malby, pracoval s oleji, akvarely a kvašem.
Byl dvakrát ženatý, několik dětí adoptoval. Jeho první manželství s Florence Emily Gooldovou ("Daisy") skončilo rozvodem kvůli jejímu cizoložství s básníkem Johnem Gouldem Fletcherem, kterého si později vzala. Vypořádání od Fletchera za náklady na vydržování pomohlo Arbuthnotovi financovat rozjezd londýnského studia. Jeho druhá manželka Florence Annie Davisonová byla vdova po George Davisonovi - milionáři, který investoval do firmy Kodak. Její zděděné bohatství umožnilo oběma v roce 1931 odejít do Jersey.